# 1895 en France
Chronologie de la France
- 1891
- 1892
- 1893
- 1894
- 1895
- 1896
- 1897
- 1898
- 1899

Cette page concerne l'année 1895 du calendrier grégorien.

## Événements

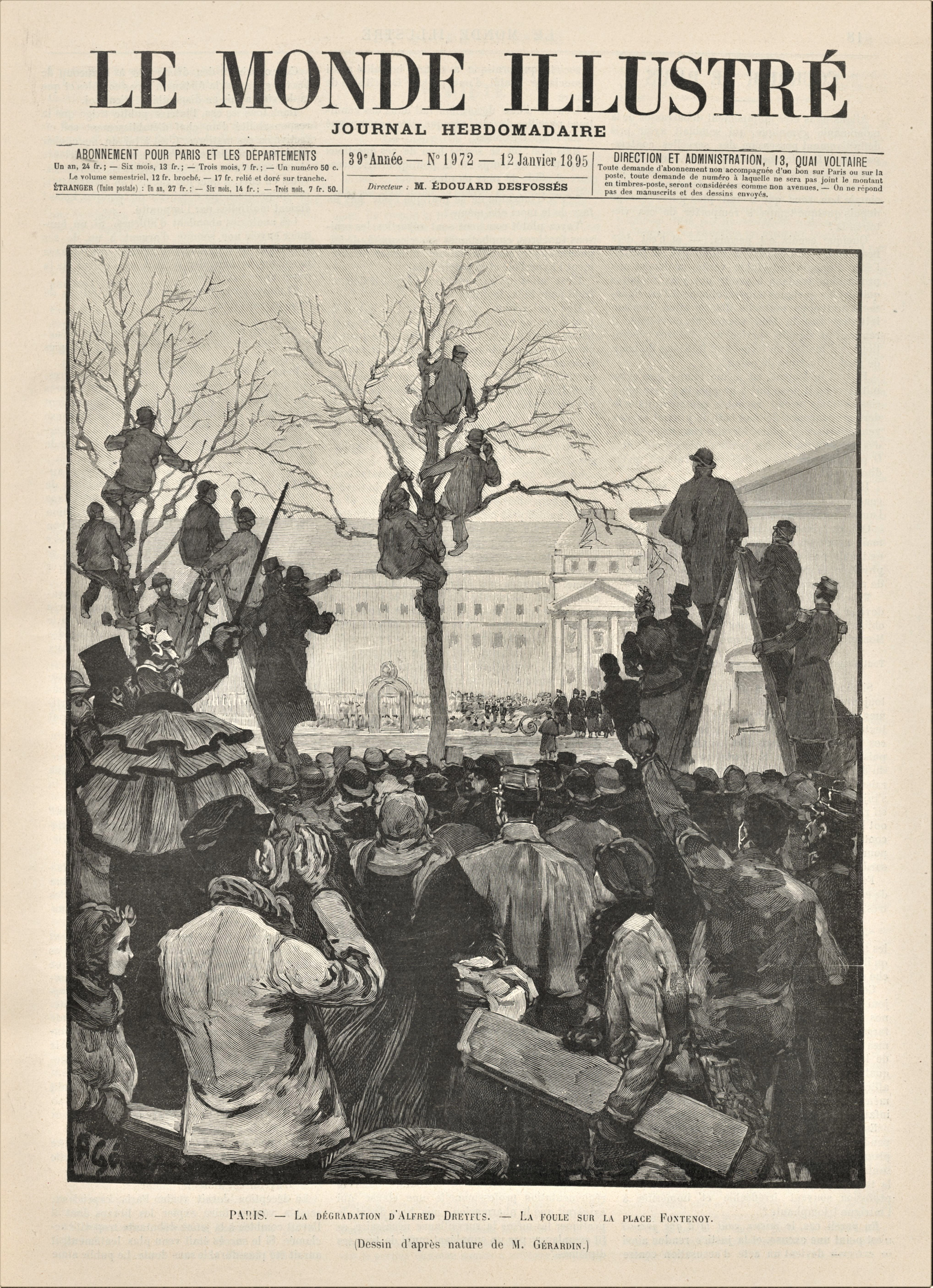
Dégradation d'Alfred Dreyfus. Le Monde illustré, 1895.

- 1er janvier : l'affiche réalisée par Alfons Mucha pour la pièce Gismonda avec Sarah Bernhardt est publiée à Paris. Après cette réussite, Sarah Bernhardt engage Mucha pour un contrat de six ans[1].
- 5 janvier : le capitaine Alfred Dreyfus est solennellement dégradé dans la cour de l'École militaire : il est incarcéré à la prison de la Santé jusqu'au 17 janvier, puis transféré à Saint-Martin-de-Ré[2].
- 10 janvier : un projet de loi est déposé à la Chambre par le député nationaliste Joseph-Henry Michelin visant à écarter les Français d’origine étrangère de la fonction publique : « depuis trop longtemps la France est devenue la proie des étrangers et des juifs.[...] Nous voulons rendre la France aux Français et surtout supprimer la juiverie qui a engendré tous les scandales dont nous sommes les témoins »[3].

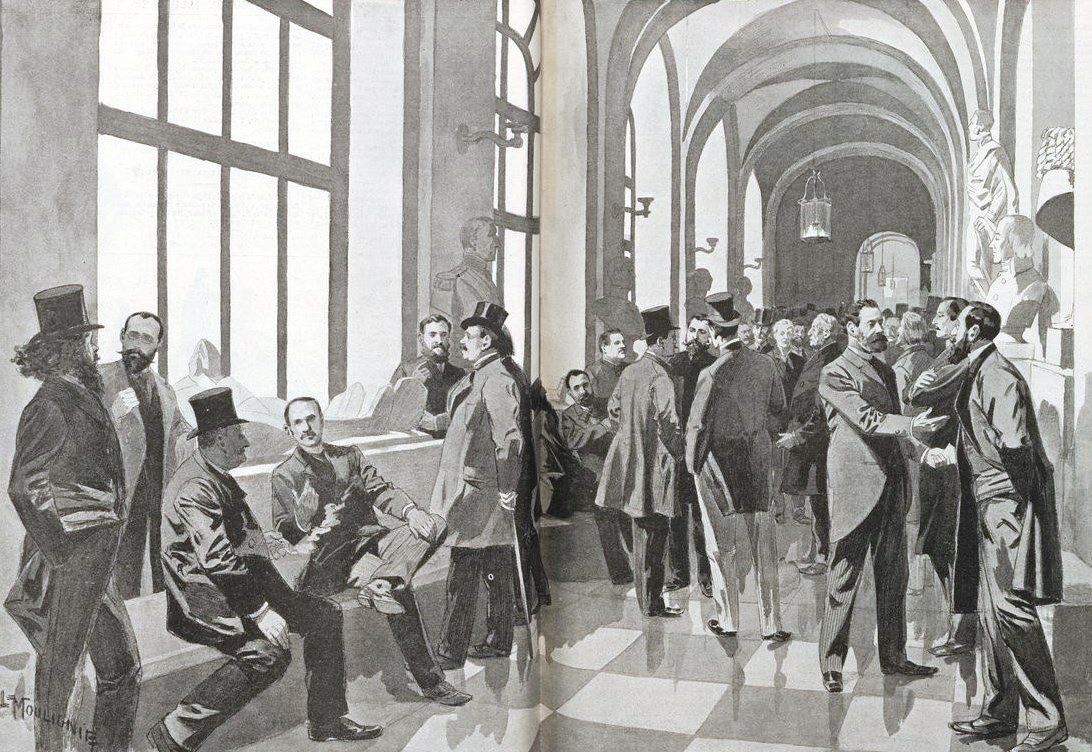
Élection présidentielle. Le Monde illustré, n° 1974, 26 janvier 1895.

- 17 janvier : Félix Faure est élu président de la République par le Congrès réunit à Versailles[2] ; il succède à Jean Casimir-Perier, démissionnaire, lâché par les républicains modérés après le tollé provoqué par les lois sur la presse de 1894.
- 26 janvier : troisième gouvernement Ribot (fin le 28 octobre)[4].
- 9 février : loi désignant Ducos et les îles du Salut comme lieu de déportation en enceinte fortifiée[2].
- 13 février : les frères Louis et Auguste Lumière déposent le brevet du cinématographe. Cette date est considérée comme la naissance du cinéma[5].
- 21 février : Alfred Dreyfus est envoyé au bagne de l’île du Diable, près des côtes de Guyane, où il arrive le 13 avril[2].

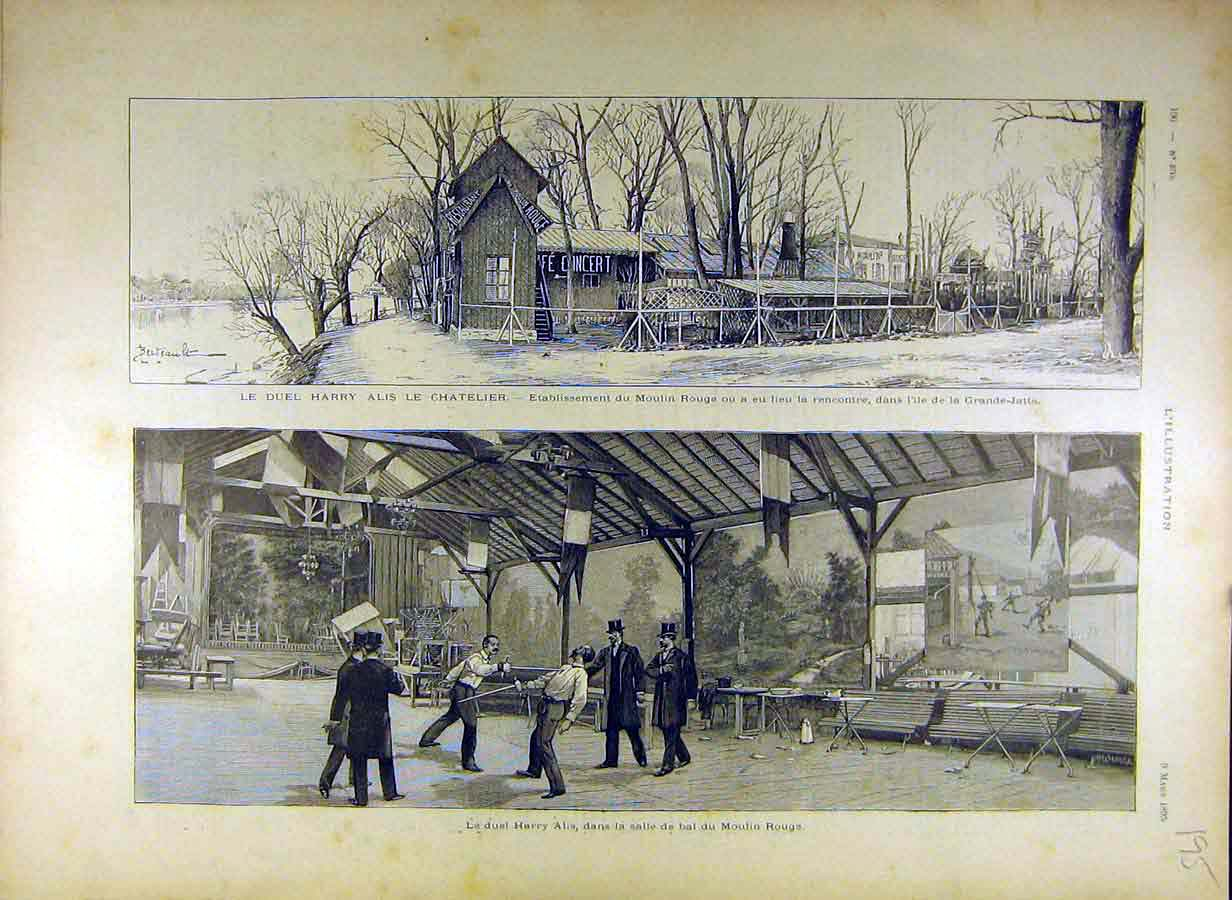
Le duel Harry Alis-Le Chatelier dans la salle de bal du Moulin Rouge à Puteaux.

- 1er mars : le journaliste Harry Alis est tué en duel par Alfred Le Chatelier[6].
- 15 mars : arrivée d'Alfred Dreyfus aux îles du Salut en Guyane ; il est transféré en avril à l'île du Diable[2].
- 27 avril : la rupture de la digue du réservoir de Bouzey cause la mort de 87 personnes[7].
- 1er mai-1er novembre : exposition de Bordeaux organisée par la société philomathique[8].
- 8 juin : loi sur l'erreur judiciaire. Tout condamné dont l'innocence aura été reconnue sera indemnisé du préjudice causé par l'État[9].
- 9-12 juin : quatrième congrès des Bourses du travail tenu à Nîmes ; Fernand Pelloutier est élu secrétaire général de la Fédération des Bourses du travail créée en 1892[10].
- 16 juin : décret créant le gouvernement général de l’Afrique-Occidentale française (AOF)[11]. Le Mali (sous le nom de Haut-Sénégal-Niger puis de Soudan français) devient une colonie française intégrée à l'Afrique-Occidentale française.
- 3 juillet : Paul Gauguin embarque à Marseille pour Tahiti ; il quitte définitivement l'Europe[12].
- 12 juillet : le colonel Louis Edgard de Trentinian est nommé gouverneur du Soudan français (fin en 1899)[13].
- 31 juillet : début des grèves des verriers de Carmaux ; soutenue par Jaurès et de Gérault-Richard, elle se termine en janvier 1896[10].

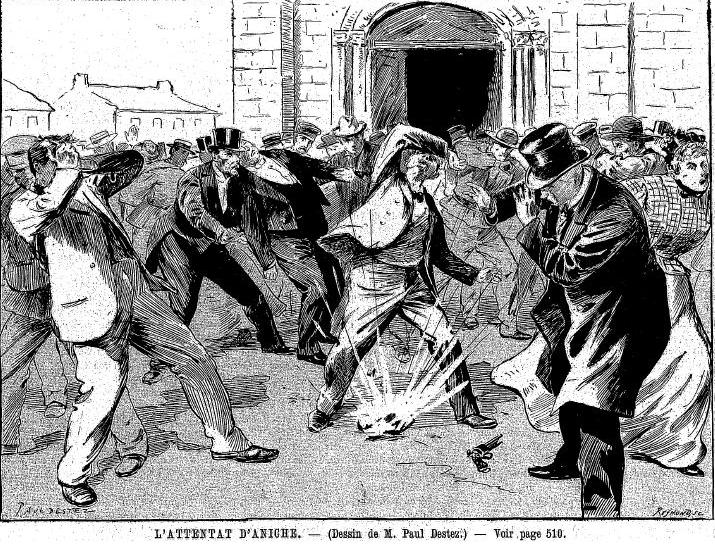
L'attentat d'Aniche par Paul Destez.

- 4 août : attentat d'Aniche. L'ancien mineur Clément Decoux explose avec la bombe qu'il destinait à Émile Vuillemin, directeur de la Compagnie des mines d'Aniche, dans le Nord[14].
- 12 septembre : décret de création de l’impôt de capitation, approuvé par une délibération du conseil général de Nouvelle-Calédonie du 2 novembre 1894. Il est officiellement établit par l’arrêté du gouverneur Feillet du 16 novembre 1895. Devant l'opposition du pouvoir colonial, Feillet qui voulait appliquer la capitation pour ses seuls Kanaks, passe un arrêté le 20 février 1896 rendant exécutoires les rôles de l'impôt de capitation pour l’ensemble de la population. Il finit par obtenir du conseil d’État l’établissement d’un impôt de capitation de 10 francs sur les seuls indigènes le 22 novembre 1900[15].
- 23-28 septembre : congrès de Limoges. Fondation par les différents syndicats de branches de la Confédération générale du travail (CGT), première centrale syndicale en France[16]. Le mouvement ouvrier est alors divisé : allemanistes, guesdiste, blanquistes et modérés divergent sur le rôle du syndicat par rapport au parti.
- 28 septembre : décès du biologiste Louis Pasteur à Villeneuve-l'Étang[17].
- 30 septembre : les troupes malgaches sont battues et la reine Ranavalona III capitule. Les Français prennent Tananarive. Fin de l'expédition de Madagascar[18].
- 1er octobre : la reine Ranavalona III signe un nouveau traité de protectorat sur le royaume de Madagascar qui lui est soumis ; un résident général français est chargé des rapports avec les agents des puissances étrangères[18].
- 5 octobre : obsèques nationales de Louis Pasteur[17].

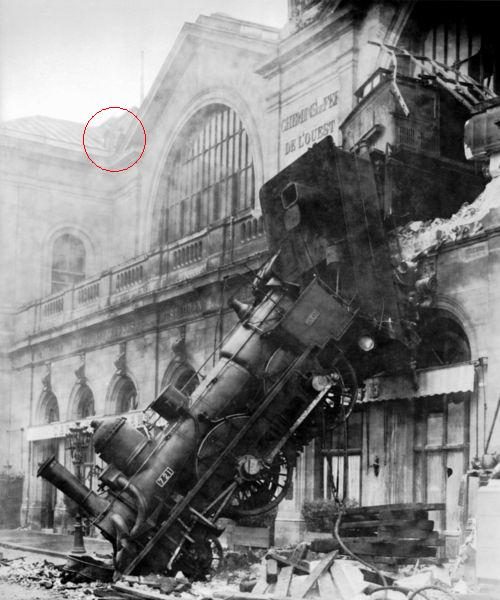
22 octobre : accident ferroviaire de la gare Montparnasse

- 22 octobre : accident ferroviaire de la gare Montparnasse[19].
- 1er novembre : gouvernement Léon Bourgeois (fin le 23 avril 1896)[4]. Les socialistes adoptent une position conciliante envers le gouvernement radical homogène de Léon Bourgeois. Jules Guesde annonce que les socialistes ne s’opposeront pas aux réformes, troquant le « fusil » pour la « charrue » de la propagande[20].
- 12 novembre : fondation de l’Automobile Club par le comte Jules-Albert de Dion[21].
- 13 novembre : première exposition personnelle de Paul Cézanne, galerie Ambroise Vollard à Paris[22].
- 16 novembre : Sébastien Faure lance en France Le Libertaire, hebdomadaire qui devient l'un des titres principaux de la presse anarchiste[10].
- 22 novembre : début de l'insurrection des menalamba (« toges rouges ») contre le protectorat français à Madagascar ; le jour de la fête du fandroana une famille européenne missionnaire, William et Lucy Johnson et leur petite fille, sont massacrés à Arivonimamo par des membres de la tribu des Zanakantitra[23].
- 28 décembre : première projection publique donnée par les Frères Lumière au Salon indien du Grand Café, 14 boulevard des Capucines à Paris[5].
- Début d'une période de croissance économique (1895-1914) après vingt ans de stagnation (1873-1895), entraînée par les secteurs de pointe[24].

## Naissances en 1895
- 28 février : Marcel Pagnol, écrivain, dramaturge, cinéaste, académicien français. († 18 avril 1974).
- 30 mars 1895 : Jean Giono, écrivain français († le 9 octobre 1970)
- 20 avril : Henry de Montherlant, romancier, essayiste, auteur dramatique et académicien français. († 21 septembre 1972).

## Décès en 1895
- 28 septembre : décès du biologiste Louis Pasteur.